# Bergamino (personaggio)
Bergamino è il protagonista della settima novella della giornata I del Decameron di Giovanni Boccaccio.
Probabilmente ispirato a un personaggio reale (forse un certo Nicolò detto Pergamino, autore in quell'epoca di un Dialogus creaturarum), doveva essere un novellatore di professione.
Nella novella egli è invitato con molti altri a Verona da Cangrande della Scala, il quale intendeva fare una notabile e maravigliosa festa, ma che poi, preso improvvisamente da avidità, soddisfa con regali e licenzia tutti i convenuti. Tranne Bergamino, che, non mandato a chiamare, resta ad una locanda in attesa di essere di utilità, pagando l'oste con le sole tre belle vesti che possedeva. Quando aveva già impegnato l'ultima, Cangrande decide di andare a trovarlo, per schernire la sua cocciutaggine, ma Bergamino inizia a raccontargli una garbata novella di un caso simile al suo: un certo Primasso, grande grammatico parigino, decise di provare la proverbiale ospitalità dell'abate di Cluny (un luogo comune, con quello della ricchezza dell'abbazia borgognona, molto diffuso nel medioevo). Quando l'abate lo vide seduto alla sua mensa, senza riconoscerlo si fece prendere da un'improvvisa avarizia e vietò di servire i pasti, al che Primasso iniziò a mangiare i tre pani che aveva con sé; arrivato al terzo l'abate si incuriosì della sua cocciutaggine e si pentì della propria avarizia insensata: dopo aver fatto servire il pranzo venne a sapere dell'ospite illustre e lo ricoprì di doni.
Analogamente Cangrande prova rimorso per la sua subitanea irragionevolezza e donò a Bergamino denari, vesti e un pallafreno (cavallo di posta), e "nel suo piacere per quella volta rimise l'andare e lo stare".